# Järnvägen Cusco–Machu Picchu
Järnvägen Cusco-Machu Picchu är en av Perus och även Sydamerikas mest kända järnvägslinjer. Sträckan slingrar sig ner från Cusco längs Urubambafloden till Aguas Calientes och turistmålet Machu Picchu. Spårvidden är 914 millimeter.

## Trafik
Det populära turisttåget startar från Cusco omkring 06:00 på morgonen. För att ta sig upp ur den dal som Cusco ligger i, får tåget börja med ett antal småsträckor i zick-zack för att ta sig upp cirka 800 meter. Färden vaggar sedan vidare, lämnar Cusco via Poroy och följer sedan dalgångarna ner emot Ollantaytambo och allt varmare områden.
En normal utflykt till Machu Picchu innebär återfärd till Cusco vid 16-tiden på eftermiddagen efter några timmars besök på världsarvet Machu Picchu. Tåget anländer Cusco vid 22-tiden på kvällen.
- Restiden från Cusco till Ollantaytambo är cirka 4 timmar.
- Restiden från Ollantaytambo till Machu Picchu är cirka 2,5 timmar.

Det finns anslutning till tåget i Ollantaytambo med buss från Cusco som går via Chinchero och Urubambadalen.
Vagnarna är av olika slag. Det finns turistvagnar med och utan förtäring ombord. Kokate serveras ombord som hjälp emot höjdbesvär. Det finns också lokaltåg, men dessa är inte avsedda för turister.

## Händelser
I april 2004 och januari 2010 har jordskred förstört delar av järnvägen men den blev återuppbyggd.

## Galleri

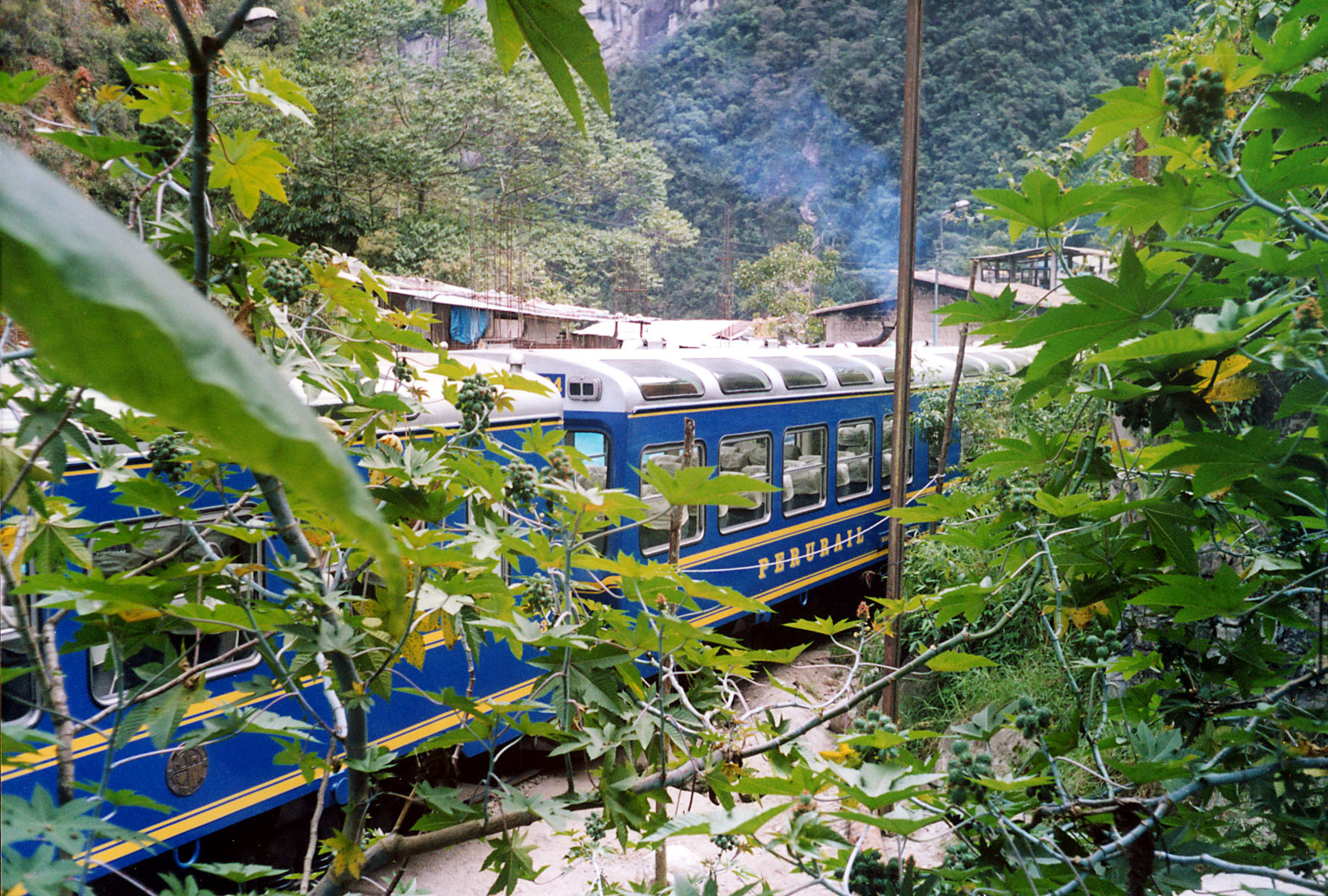
Tåg i turistklass
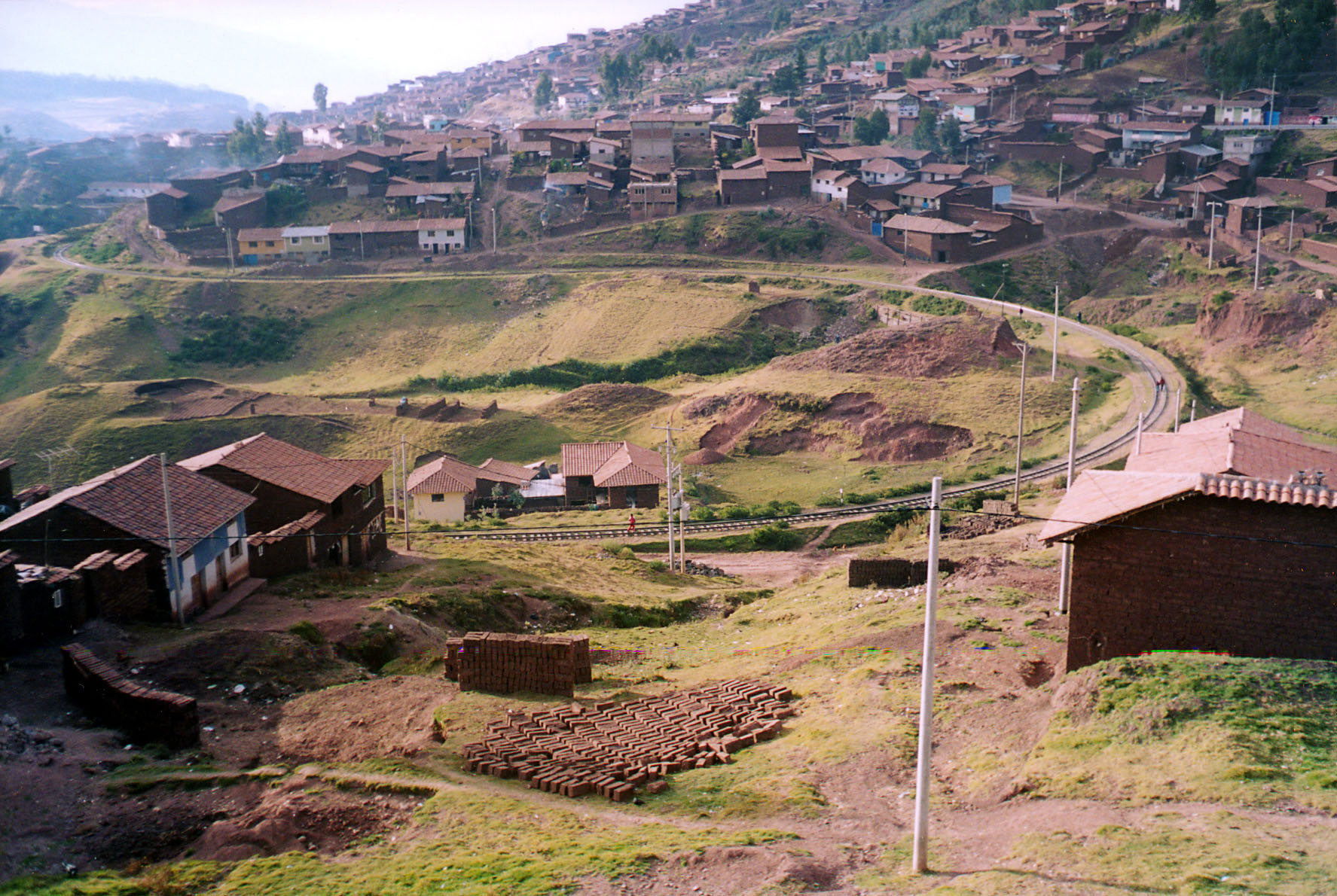
Spåret går i snäva kurvor
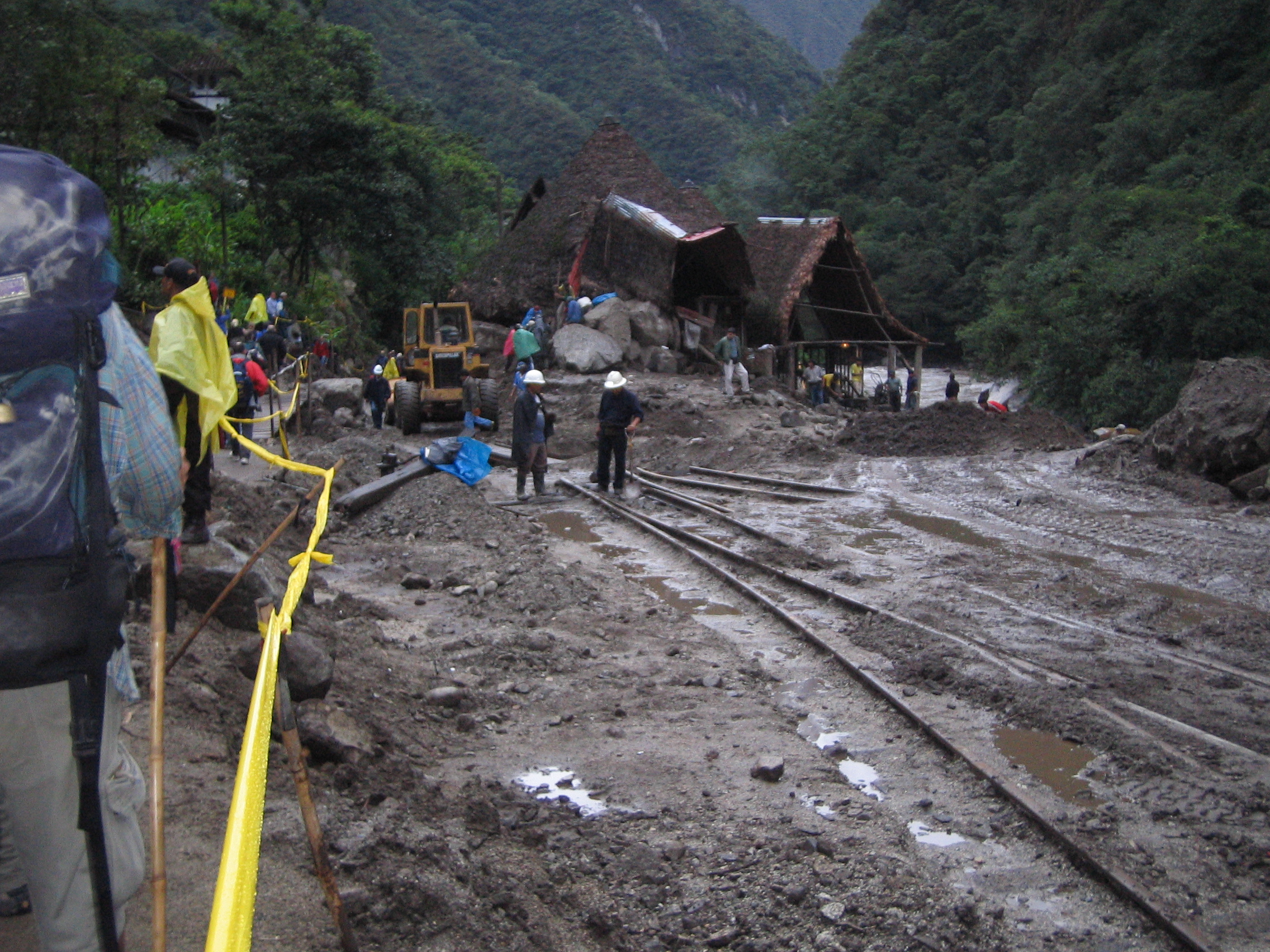
Jordskredet i april 2004